# Mate Dolenc
Mate Dolenc (n. 5 octombrie 1945, Ljubljana, Republica Socialistă Slovenia, RSF Iugoslavia) este un scriitor și traducător sloven. Este autorul a mai multor romane, culegeri de povestiri, cărți pentru copii, jurnale de călătorii și articole.

## Biografie
Dolenc s-a născut la 5 octombrie 1945 în Ljubljana. A început să studieze literatura comparată la Universitatea din Ljubljana, dar nu și-a terminat niciodată studiile. A lucrat la revista Mladina⁠(d) câțiva ani la începutul anilor 1970. Din 1973 a lucrat ca scriitor liber profesionist. A scris peste treizeci de cărți, mai multe scenarii de film și numeroase articole. El este, de asemenea, cunoscut pentru ficțiunea sa pentru tineri adulți. Pasiunea sa pentru scufundări se reflectă adesea în subiectul pe care îl alege în lucrările sale. Marea Adriatică și insulele sale au marcat multe dintre cărțile sale atât pentru cititorii adulți, cât și pentru cei tineri. În 2008, cele mai de succes două romane ale sale, Vampirul Gorjanci și Marea în vremea eclipsei, au fost transformate în lungmetraje de regizorii Vinci Vogue Anzlovar și, respectiv, Jure Pervanje.
În 1986 a câștigat Premiul Levstik pentru romanul său pentru tineri cititori Morska dežela na železniški postaji (Ținutul mării la gară). În 1995 a câștigat Premiul Fundației Prešeren pentru romanul său Pes z Atlantide (Câinele din Atlantida) și pentru colecția sa de povestiri Rum in šah (Rom și șah).
Mate a tradus din limba croată (Žarko Benčić, S trnkom po Jadranu, 2003; Ante Ivić și Stjepan Dunatov, Vonji in okusi dalmatinske kuhinje, 2004) și din limba engleză (Robert Anson Heinlein, Vesoljski bojevniki, 1998; Hunter S. Thompson, Spaimă și scârbă în Las Vegas, 1999).

## Lucrări publicate
- Menjalnica (Schimbul), povestiri, 1970
- Peto nadstropje trinadstropne hiše (Al cincilea etaj al unei case cu trei etaje), roman satiric, în colaborare cu Dimitrij Rupel⁠(d), 1972
- Aleluja Katmandu (Hallelujah Katmandu), roman, 1973
- Razkošje v glavi (Luxul în minte), satiră, în colaborare cu Slavko Pregl⁠(d), 1974
- Nenavadna Slovenija (Slovenia neobișnuită), satiră, în colaborare cu Slavko Pregl, 1974
- Potopljeni otok (Insula scufundată), povestiri, 1976
- Vampir z Gorjancev (Vampirul Gorjanci), roman, 1979, 2004
- Gorenčev vrag (Diavolul lui Gorenc), povestiri, 1977
- Vloga mojih škornjev v angolski revoluciji (Rolul ghetelor mele în revoluția din Angola), povestiri, 1985
- Morska dežela na železniški postaji (Ținutul mării la gară), literatură pentru tineret, 1986
- Velika ptičja zadeva (O mare chestiune pentru păsări), literatură pentru tineret, 1987
- Praznik republike ali abrakadabra (Ziua Republicii sau Abracadabra), povestiri, 1987
- Golo morje (Marea goală), literatură pentru tineret, 1988
- Strupena Brigita (Poisonous Bridget), literatură prntru tineret, 1989
- Njen modri dežni plašč (Haina albastră de ploaie), roman, 1990
- Podmorski svet in mi (Adâncurile mării și noi), manual de scufundări, 1991
- Pes z Atlantide (Câinele din Atlantida), roman, 1993
- Rom în šah (Rom și șah), povestiri, 1993
- Ozvezdje Jadran (Constelația Adriatică), 1998
- Z masko v podvodni svet (În adâncime cu o mască de scufundare), carte cu imagini educaționale, 1999
- Morje v času mrka (Marea în timpul eclipsei), roman, 2000
- Leteča ladja (Barca zburătoare), literatură pentru tineret, 2002
- Morski portreti (Portrete ale mării), literatură educațională, 2003
- Potapljanje Na Vdih & Podvodni Ribolov (Scufundări libere și pescuit subacvatic), manual, 2004
- Morsko dno pripoveduje, literatură pentru tineret, 2004
- Golo morje (Marea goală), literatură pentru tineret, 2005
- Kako dolg je čas (Cât de lung este timpul), povestiri, 2019